# 阿拉斯加北洋鰈
阿拉斯加北洋鰈為輻鰭魚綱鰈形目鰈亞目鰈科的其中一種，為深海魚類，分布於北太平洋日本至阿拉斯加、墨西哥海域，棲息深度41-1800公尺，體長可達47公分，棲息在泥底質底層水域，生活習性不明，可做為遊釣魚。